# Robert Cruickshank
Robert Gordon Cruickshank (* 19. Februar 1963 in London) ist ein ehemaliger britischer Segler.

## Erfolge
Robert Cruickshank nahm in der Soling-Klasse an den Olympischen Spielen 1992 in Barcelona teil, bei denen ihm der Gewinn der Bronzemedaille gelang. Nach sechs Wettfahrten im Fleet Race qualifizierte er sich neben Ossie Stewart und Skipper Lawrie Smith mit 48 Punkten als Fünfter für die Endrunde, die im Match Race ausgetragen wurde. Mit zwei Siegen und drei Niederlagen zogen sie ins Halbfinale ein. Nach einer 0:2-Niederlage gegen das von Kevin Mahaney angeführte US-amerikanische Boot folgte im Duell um Bronze ein 2:1-Sieg gegen das deutsche Boot von Jochen Schümann.